# Astragalus satoi
Astragalus satoi là một loài thực vật có hoa trong họ Đậu. Loài này được Kitag. miêu tả khoa học đầu tiên.